# Hammel
Hammel er en by i Østjylland med 7.215 indbyggere  (2024), beliggende 26 km nordvest for Aarhus, 44 km sydøst for Viborg, 16 km sydvest for Hadsten og 15 km vest for Hinnerup, der er kommunesæde i Favrskov Kommune, som Hammel hører til.
Hammel hører til Hammel Sogn, og Hammel Kirke ligger i byen.
Hammelvognen, den første dansk-producerede bil, har ingen tilknytning til byen Hammel. Den blev fremstillet i 1888 af den københavnske maskinfabrikant Albert Frederik Hammel.

## Faciliteter
Hammel har to folkeskoler: Skovvangsskolen har 730 elever, fordelt på 0.-10. klassetrin, og 210 elever i SFO'en Bifrost. Søndervangsskolen har 740 elever, fordelt på 0.-9. klassetrin, og SFO'en Bølgen. Frijsenborg Efterskole ligger i byen, og Frijsendal friskole ligger i Sall 4 km nordvest for Hammel. Regnbueskolen, en friskole, ligger i udkanten af Hammel, ved Vadstedvej.
Hammel Idrætscenter har 2 svømmebassiner, 4 haller og 750 m² motionscenter. Hammel Gymnastik Forening tilbyder en række sportsgrene. Desuden findes Hammel Cykle Klub og Hammel Golf Klub, der ligger sydøst for byen.
Hammel har biografen Fotorama, der udelukkende drives af frivillig, ulønnet arbejdskraft. Den nuværende biografsal på Voldbyvej 1 er fra 1952. Hammels første biograf fra 1907 har været kulturhus og er nu privat bolig på Mindevej.
i 2020 blev det lokale netmedie ByensNyt etableret i Hammel. ByensNyt har med daglige artikler på de sociale medier og et ugentligt nyhedsbrev et tæt samarbejde med Hammel Handel og med byens idrætsliv.

## Historie
Hammels historie har været præget af det nærliggende grevskab Frijsenborg 2 km øst for byen. Så sent som i 1860 var Hammel ikke væsentligt større eller anderledes end de andre sogne i området. Men i 1837 var Hammel blevet tingsted for Frijsenborg-Favrskov Birk. Det satte gang i udviklingen, og senere fulgte apotek i 1842, gæstgivergård i 1851, posthus i 1864, sparekasse i 1866, teknisk skole i 1882, privat realskole i 1883, forsamlingsbygning, senere hotel i 1886, telefoncentral i 1892, amtssygehus i 1893-94, mejeri i 1900 og bank i 1905.
I 1879 beskrives byen således: "Byen Hammel med Kirke, Præstegaard, Skole, Thingsted for Frijsenborg-Faurskov Birks Juristiction, Birkedommerbolig, Apothek, Gjæstgiversted".
Omkring århundredeskiftet beskrives byen således: "Hammel — 1/2 1901: 194 Huse og 1498 Indb. — med Kirke, Præstegd., Ting- og Arresthus for Frijsenborg-Favrskov Birk (Bygningen, der ejes af Aarhus, Skanderborg og Viborg Amtsraadskredse, som ere Lodtagere i Forh. til Hrtk., er benyttet som saadan fra 1837; Arrestfløjen, med Plads til 7-8 Arrestanter, er opf. ved 1848), Birkedommerbolig, 2 Kommuneskoler (Skole og Forsk.), teknisk Skole (opr. 1882), Amtssygehus (opf. 1893-94 efter Tegn. af Arkitekt C. Kiilsgaard, for 26,000 Kr., med 16 Senge; det ejes af Skanderborg og Viborg Amtskommuner med henh. 3/5 og 2/5; Besidderen af Grevsk. Frijsenborg har givet et større Bidrag til Opførelsen), Apotek, Distriktslægebolig, „Komtesse Agnes’ Stiftelse“ (opr. ved Fund. af 10/1 1898, til Underst. af værdige trængende paa Grevsk. Frijsenborg; til Stiftelsen høre Gjerngaard, nogle Skove i Dallerup S. og en Kapital paa 100,000 Kr.), Forsamlingsbygning (nu Hotel, opf. 1886), Missionssal (indrettet 1900 i den ældre Drengeskole), 2 Good-Templarloger, Landboforening, Sparekasse for Frijsenborg-Favrskov Birk (opr. 1866; ..., Antal af Konti 2622), Maskinfabrik, Klædefabr., Mineralvandsfabr., Dampvæveri, Farveri, Garveri, Ølbryggeri, Maltgøreri, Mølle, Teglværk, Købmandshdlr., 2 Gæstgiverier, Markedsplads (Marked i Jan., Maj, Aug., Okt. og Dec.), Jærnbanest. (Endepunkt for Aarhus-Hammel Banen), Telegraf- og Telefonst. samt Postkontor."
I dag er den meste kendte ting associaseret med Hammel deres kendte spegepølse, Hammel spegepølsen, som bliver solgt i diverse købmandsbutikker.

### Stationsbyen
I 1902, da byen allerede havde over 1.200 indbyggere, blev den endestation for privatbanen Hammel-Aarhus Jernbane. Hammel station blev tegnet af arkitekt Heinrich Wenck.
Hammel og Omegns Svineslagteri, der startede i 1906, fik fra starten et sidespor til banen og blev dens største kunde. Ved de fleste stationer blev der anlagt svinefolde til de levende svin, der skulle køres til slagteriet. En stor del af kødet blev eksporteret til England, og transporten foregik med tog til Esbjerg via Aarhus. Det var en omvej, så slagteriet var meget interesseret i at få forbindelse med Diagonalbanen, hvis første etape Laurbjerg-Silkeborg blev åbnet i 1908.
Forlængelsen af Hammelbanen til Thorsø på Diagonalbanen blev indviet i 1914, og banen skiftede navn til Aarhus-Hammel-Thorsø Jernbane. Persontrafikken på den 7½ km lange strækning Hammel-Thorsø blev aldrig nogen god forretning, og allerede midt i 1920'erne søgte baneselskabet forgæves om tilladelse til at nedlægge den.
Hammel var vokset stærkt allerede i slutningen af 1800-tallet og fortsatte væksten efter jernbanens anlæggelse: i 1901 havde byen 1.235 indbyggere, i 1906 1.272 indbyggere, i 1911 1.347 indbyggere, i 1916 1.513 indbyggere, i 1921 1.554 indbyggere, i 1925 1.649 indbyggere, i 1930 1.792 indbyggere, i 1935 2.179 indbyggere, i 1940 2.073 indbyggere, i 1945 2.029 indbyggere, i 1950 2.193 indbyggere, i 1955 2.282 indbyggere, i 1960 2.462 indbyggere, i 1965 2.764 indbyggere.
Hele banen blev nedlagt i 1956. Stationsbygningen er bevaret på Torvegade 9, og fra viadukten under Fuglebakkevej er banens tracé bevaret som sti gennem Hammel Mølleskov ud til den 900 m lange og op til 12 m høje banedæmning over Granslev Å.

### Tema Centret
Tema Centret tidligere kendt som Varehuset TEMA eller H-Centret, blev indviet i 1973. Det blev hurtigt et omdrejningspunktet for Hammel som Handelsby.
Varehuset omfattede et stort moderne supermarked med slagteriafdeling, dame-, herre- og børnetøj, trikotage og lingeri, gardinafdeling, isenkram med værktøj, hårde hvidevarer, lamper, sports- og jagtudstyr, og en porcelænsafdeling.
I 2019 består Centerets butikker af: Hammel Boghandel, Skoringen, Sportmaster, Imerco, Loop (træningscenter) og Centerkiosken.

### Kommunalreformerne
Hammel var en sognekommune i Gjern Herred i Skanderborg Amt indtil kommunalreformen i 1970, hvor Hammel blev lagt sammen med 8 andre sogne til Hammel Kommune. Den blev ved kommunalreformen i 2007 lagt sammen med bl.a. Hadsten og Hinnerup til Favrskov Kommune.
Hammelkredsen var indtil 2007 en valgkreds, der omfattede 6 kommuner i Århus Amtskreds. De største dele af den tidligere Hammelkreds, bl.a. Hammel, indgår nu i Favrskovkredsen.

### Hammel Neurocenter
Kommunalreformen i 1970 betød, at mange små almindelige sygehuse var truet af lukning, også Hammel Sygehus. Men det overlevede ved at blive omdannet til Fysiurgisk Hospital med speciale i genoptræning. I 1998 blev navnet ændret til Hammel Neurocenter, da der blev sat fokus på neurorehabilitering af meget svært hjerneskadede. Neurocentret fik i 2000 landsdelsfunktion for Vestdanmark i dette speciale på linje med Hvidovre Hospital i Østdanmark. Regionshospitalet Hammel Neurocenter er siden blevet kraftigt udvidet med nye bygninger og renovering af de gamle. Der er nu godt 100 sengepladser og knap 500 medarbejdere.

## Berømte bysbørn
- Brian Lykke - Dansk skuespiller.
- Jørgen Bækmark var en kendt møbelarkitekt, som var bosat i Hammel.
- Poul Thomsen - tv-vært, journalist og ekspert i dyr, opvokset i Hammel.[19]
- Chris Anker Sørensen (Oksen fra Hammel) - professionel cykelrytter, født i Hammel.
- Gitte Sunesen - tidligere dansk kvindehåndboldlandsholdspiller, født i Hammel.
- Valdermar Schmidt - dansk ægyptolog og Ridder af Dannebrog i 1868, født i Hammel.
- Jacob Asbæk - galleriejer, født i Hammel (Søn af maskinfabrikant Siegfred Pedersen, hammel)
- Heine Rene Egelund - kok, Tjener & Sommelier. Dansk mester Tjener 2015 - Nordisk mester tjener 2015 - 2016  opvokset Sall, Hammel